# Брансон, Эндрю
Эндрю Брансон (р. 3 января 1968 года) — американский пастор, работавший и проповедовавший в Турции. Находился под следствием, по обвинению в шпионаже и терроризме.

## Биография
Брансон переехал в Турцию в рамках миссии «Associate Reformed Presbyterian Church» — консервативного евангелистского сообщества. Стал жить в Измире, вместе с женой Нарин и тремя детьми. Там он возглавил евангелистскую церковь Воскресения.
В ноябре 2016 года супруги Брансон были арестованы по обвинению в преступлениях против государственного строя Турции. Нарин была выпущена через 2 недели, Брансон остался в заключении. В 2018 году над ним начался суд.
Арест Эндрю Брансона вызвал сильнейший кризис в американо-турецких отношениях. Дональд Трамп заявил о повышении цен на турецкие сталь и алюминий и заявил о продолжении санкций против Турции. В октябре 2018 года правительство Турции отпустило Эндрю Брансона и он вернулся домой в США.